# Codex Boreelianus
O Codex Boreelianus, também conhecido como Manuscrito Fe ou 09 (Gregory – Aland), pertence provavelmente do século século IX.
Atualmente acha-se no Universidade de Utrecht (Univ. Bibl. Ms. 1).

## Descoberta
Contem 204 fólios dos quatro Evangelhos (28.5 x 22 cm). O texto é escrito em duas colunas por página, em 19 linhas por página.
Ele contém respiração e acentos.
Lacunas
- Mateus 1,1-9,1; 12,1-44; 13,55-14,9; 15,20-31; 20,18-21,5;
- Marcos 1,43-2,8; 2,23-3,5; 11,6-26; 14,54-15,5; 15,39-16,19;
- Lucas - 24 lacunas
- João 3,5-14; 4,23-38; 5,18-38; 6,39-63; 7,28-8,10; 10,32-11,3; 12,14-25; 13,34-fin.[2]

widths="160px"
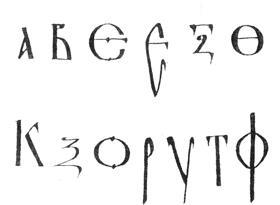
Initiais
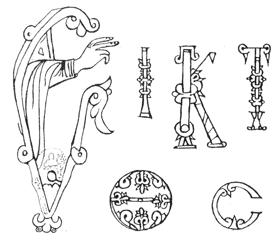
Iniciais
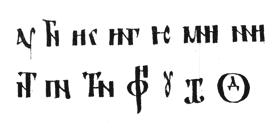
Ligaduras

## Texto

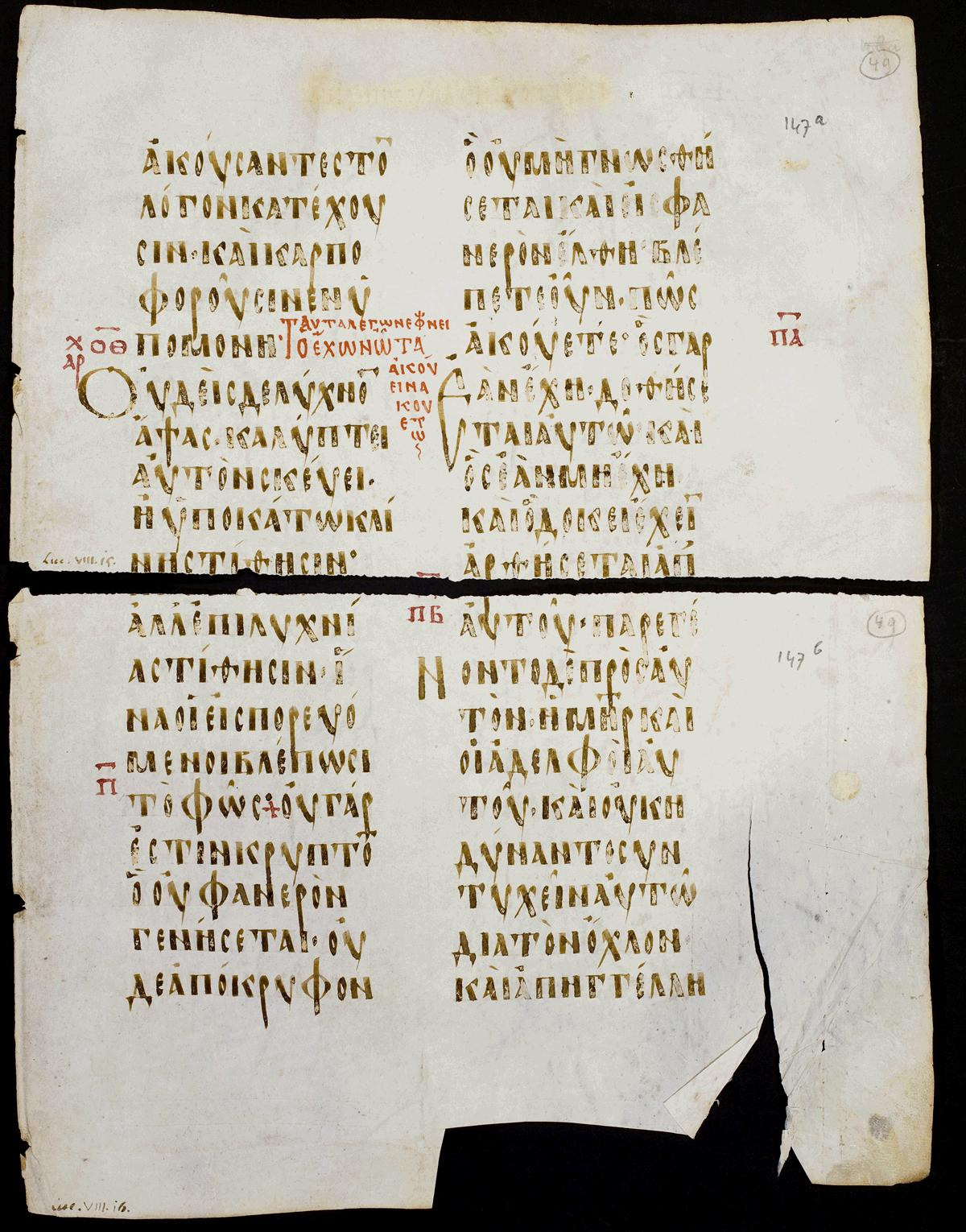
Folio 147r, Lucas 6,15b-20a

Mateus 9,1 εμβας ] εμβας ο Ιησους
Mateus 9,1 ιδιαν ] υδαιαν
Mateus 9,13 ηλθον ] εληλυθα
Mateus 9,18 αρχων ελθων ] αρχων προσηλθεν τω Ιησου
Mateus 14,34 γεννησαρετ ] γενησαρεθ (codices: K L)
Mateus 15,4 σου ] – (codices: B D E F G S)
Mateus 16,27 την πραξιν ] τα εργα
Mateus 21,30 δευτερω ] ετερω (D E F H K)
Mateus 23,25 ακρασιας ] αδικιας (C E F G H K S)
Mateus 26,15 καγω ] και εγω
Mateus 26,17 πασχα ] πασα
Mateus 26,26 ευλογησας ] ευχαριστησας (A E F H K M S)
Mateus 26,40 τω πετρω ] αυτοις (F K M)
Marcos 1,9 ναζαρετ ] ναζαρεθ
Marcos 1,16 βαλλοντας ] αμφιβαλλοντας (A B D F G H L S)
Marcos 2,9 κραββατον ] κραβαττον
Marcos 12,28 εις των γραμματεων ] εις γραμματεων